# Mouronho
Mouronho ist eine Gemeinde (Freguesia) im portugiesischen Kreis Tábua. In ihr leben 755 Einwohner (Stand 19. April 2021).